# Kärbla
Kärbla – wieś w Estonii, w prowincji Lääne, w gminie Oru. W 2000 roku we wsi mieszkało 20 osób.